# La coronación de Ludovico

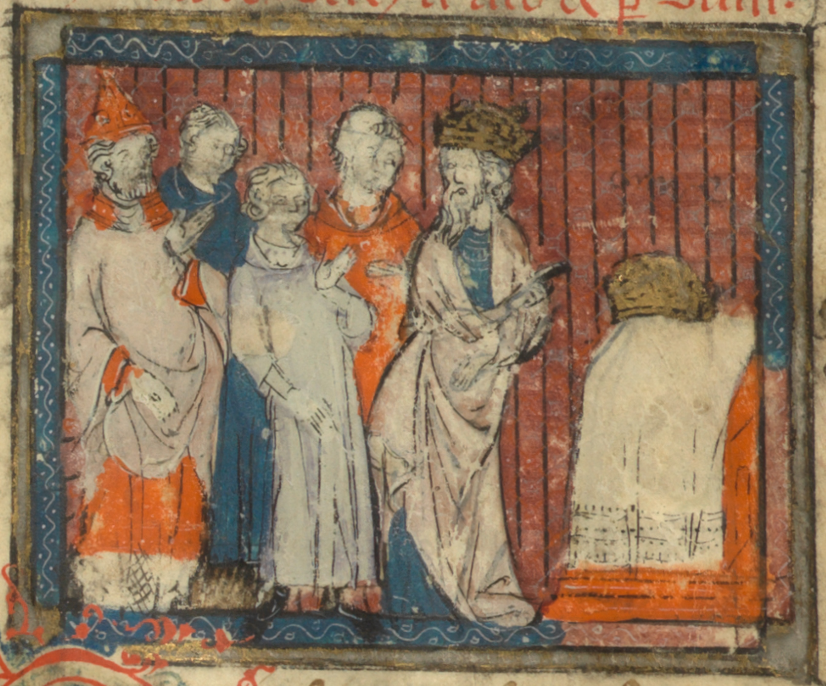
Iluminación que decora el manuscrito medieval n.° 24369 de la canción de gesta Le Couronnement de Louis (Biblioteca nacional de Francia)

La coronación de Ludovico (en francés, Le couronnement de Louis) es una canción de gesta francesa del siglo XII, atribuida a Bertrand de Bar sur Aube.

## Argumento
El emperador Carlomagno envejece y quiere abdicar en su hijo Ludovico, que apenas cuenta quince años. Ludovico no está seguro de poder hacer frente a las obligaciones que le impondrá la corona. Por esta razón Arneis de Orleans solicita el poder hasta que el delfín cumpla la mayoría de edad. Pero el joven Ludovico es un protegido de Guillermo I de Tolosa. 
Cuando el emperador muere, confía la protección de su hijo a este conde, quien parte hacia Roma, donde se convertirá en campeón del Papa en un combate singular en el que se decide la suerte de la ciudad de Roma, sitiada por los musulmanes. Guillermo gana, pero el sarraceno le corta la nariz, lo que explica su sobrenombre de Guillermo, el de la Corta Nariz.

## Análisis
Se ha señalado el carácter marcadamente histórico de este poema, que incluso contiene un discurso de Carlomagno proveniente de una fuente histórica, la Vita Hludovici, del año 813; no obstante otros autores ponen de manifiesto la toma de partido que en el poema se hace por el modelo hereditario de sucesión, frente al electivo; un tema de máxima actualidad en la época que fue compuesto, años de crisis para la dinastía de los Capetos
- Datos: Q2061997